# 曽根壮大
曽根 壮大（そね たけとも、1984年〈昭和59年〉10月25日 - ）は、日本のソフトウェア開発者。愛称は名前の別読みから「そーだい」。
日本PostgreSQLユーザ会 理事勉強会分科会座長　合同会社 Have Fun Tech 代表社員　株式会社リンケージ CTO。
広島県府中市上下町岡屋出身
数々の業務システム,Webサービスなどの開発・運用を担当し,2017年に株式会社はてなでサービス監視サービス「Mackerel」のCRE（Customer Reliability Engineer）,株式会社オミカレの副社長/CTOなどを経て,合同会社 Have Fun Techを起業. コミュニティでは,Microsoft MVPをはじめ,日本PostgreSQLユーザ会の理事として勉強会の開催を担当し,各地で登壇している.
builderscon 2017,YAPC::Kansaiなどのイベントでベストスピーカーを受賞し,分かりやすく実践的な内容のトークに定評がある. 
他に,岡山Python勉強会を主催し,オープンラボ備後にも所属.著書に『Software Design』誌で,データベースに関する連載「RDBアンチパターン」をまとめた『失敗から学ぶRDBの正しい歩き方』を執筆